# Лаврентьєв Ігор Миколайович
Лаврентьєв Ігор Миколайович (2 грудня 1930 року, Ростов-на-Дону — 8 вересня 2017, Харків) — український архітектор і міський планувальник, головний архітектор ТОВ «Інститут Харківпроект» з 2002 року. Є одним з авторів генерального плану Харкова 1986 року та лауреатом мистецької премії 2002 року за вагомий внесок у видання книги «Харків вчора, сьогодні, завтра».

## Життя і кар'єра
У 1955 році Ігор Лаврентьєв закінчив з відзнакою архітектурний факультет Харківського інженерно-будівельного інституту за спеціальністю «Архітектура».
З 1955 року працював архітектором Харківської філії «Діпроміста» (з 1964 року — інститут «Харківпроект»), старшим архітектором, начальником групи, головним архітектором проектів, керівником майстерні. У 1972 році стає начальником технічного відділу та головним спеціалістом інституту «Харківпроект». З 2002 року є головним архітектором ТОВ «Інститут Харківпроект».
Ігор Лаврентьєв був учасником авторських колективів книг: «Харків. Архітектура, пам'ятки, новобудови», «Харків вчора, сьогодні, завтра», фотоальбому «Харків архітектурний». Є членом Спілки архітекторів України з 1966 року.

## Вибрані проекти
- Генеральний план Харкова (1986)[2]
- Концепція розвитку Харкова до 2005 року
- Проект детального планування Кременчука
- Мікрорайон № 311 (Соснова гірка), Харків (арх. І. М. Лаврентьєв, Т. А. Морєва, В. О. Можейко, 1976—1981)[4]
- Мікрорайон № 351 (вул. Клочовская), Харків
- Мікрорайон № 421 (вул. Клочовская), Харків
- Мікрорайон № 531 (Салтівка), Харків
- Мікрорайон № 533 (Салтівка), Харків (арх. Т. А. Морєва, І. М. Лаврентьєв, Ж. С. Каторгіна, В. І. Лещенко, початок будівництва у 1972 році)[5]
- Мікрорайон № 759 (вул. Грицевця), Харків
- Мікрорайон № 761 (вул. Грицевця), Харків
- Колгоспний ринок (нині Кінний ринок) на пл. Повстання, Харків (1967)[6]
- Будинок Культури, Шевченкове
- Центр обслуговування ЄС ЕОМ по вул. Котлова, Харків
- Універмаг «Московський» в 533 мікрорайоні, Харків (арх. І. М. Лаврентьєв, Ж. С. Каторгіна, 1972—1975)[5]
- Дзержинський райвиконком на вул. Космічній, Харків
- Висотна будівля проектно-технологічного інституту «Укроргтехбуд» на вул. Отакара Яроша, Харків (арх. Н. С. Фурманова, І. М. Лаврентьєв, Л. М. Сілаєва, 1975—1979)[4]
- Міжгалузевий територіальний Центр науково-технічної інформації і пропаганди на пр. Гагаріна, 4, Харків (арх. І. М. Лаврентьєв, Л. М. Сілаєва, 1976)[7]
- Майдан за Балашовським мостом біля станції метро «Завод ім. Малишева», Харків (1972)[6]
- Великопанельні 16-поверхові будинки по вул. 2-ї П'ятирічки, Харків (арх. Т. А. Морєва, І. М. Лаврентьєв, В. О. Можейко, 1974—1976)[6]

## Нагороди
Ігор Лаврентьєв став лауреатом мистецької премії 2002 року за вагомий внесок у видання книги «Харків вчора, сьогодні, завтра». Нагороджений медаллю «За доблесну працю».